# Endothiodon-faunazone
| Stratigrafie van de Karoosupergroep | Stratigrafie van de Karoosupergroep | Stratigrafie van de Karoosupergroep | Stratigrafie van de Karoosupergroep | Stratigrafie van de Karoosupergroep |
| Periode                             | Groep                               | Formatie ten westen van 24°O        | Formatie ten oosten van 24°O        | Faunazone                           |
| ----------------------------------- | ----------------------------------- | ----------------------------------- | ----------------------------------- | ----------------------------------- |
| Jura                                | Drakensberg                         | Hiatus                              | Drakensberg                         |                                     |
| Jura                                | Stormberg                           | Hiatus                              | Clarens                             |                                     |
| Trias                               | Stormberg                           | Hiatus                              | Elliot                              |                                     |
| Trias                               | Stormberg                           | Hiatus                              | Molteno                             |                                     |
| Trias                               | Beaufort                            | Hiatus                              |                                     |                                     |
| Trias                               | Burgersdorp                         | Hiatus                              | Cynognathus                         |                                     |
| Trias                               | Katberg                             | Hiatus                              | Lystrosaurus                        |                                     |
| Trias                               | Balfour                             | Hiatus                              |                                     |                                     |
| Perm                                | Daptocephalus                       | Hiatus                              |                                     |                                     |
| Perm                                | Teekloof                            |                                     |                                     |                                     |
| Perm                                | Cistecephalus                       |                                     |                                     |                                     |
| Perm                                | Middleton                           |                                     |                                     |                                     |
| Perm                                | Endothiodon                         |                                     |                                     |                                     |
| Perm                                |                                     |                                     |                                     |                                     |
| Perm                                | Abrahams-Kraal                      | Koonap                              | Tapinocephalus                      |                                     |
| Perm                                | Abrahams-Kraal                      | Koonap                              |                                     |                                     |
| Perm                                | Abrahams-Kraal                      | Koonap                              | Eodicynodon                         |                                     |
| Perm                                | Ecca                                | Waterford                           | Waterford                           |                                     |
| Perm                                | Ecca                                | Tierberg / Fort Brown               | Fort Brown                          |                                     |
| Perm                                | Ecca                                | Laingsburg / Ripon                  | Ripon                               |                                     |
| Perm                                | Ecca                                | Collingham                          | Collingham                          |                                     |
| Perm                                | Ecca                                | White Hill                          | White Hill                          |                                     |
| Perm                                | Ecca                                | Prince Albert                       | Prince Albert                       |                                     |
| Carboon                             | Dwyka                               | Elandsvlei                          | Elandsvlei                          |                                     |

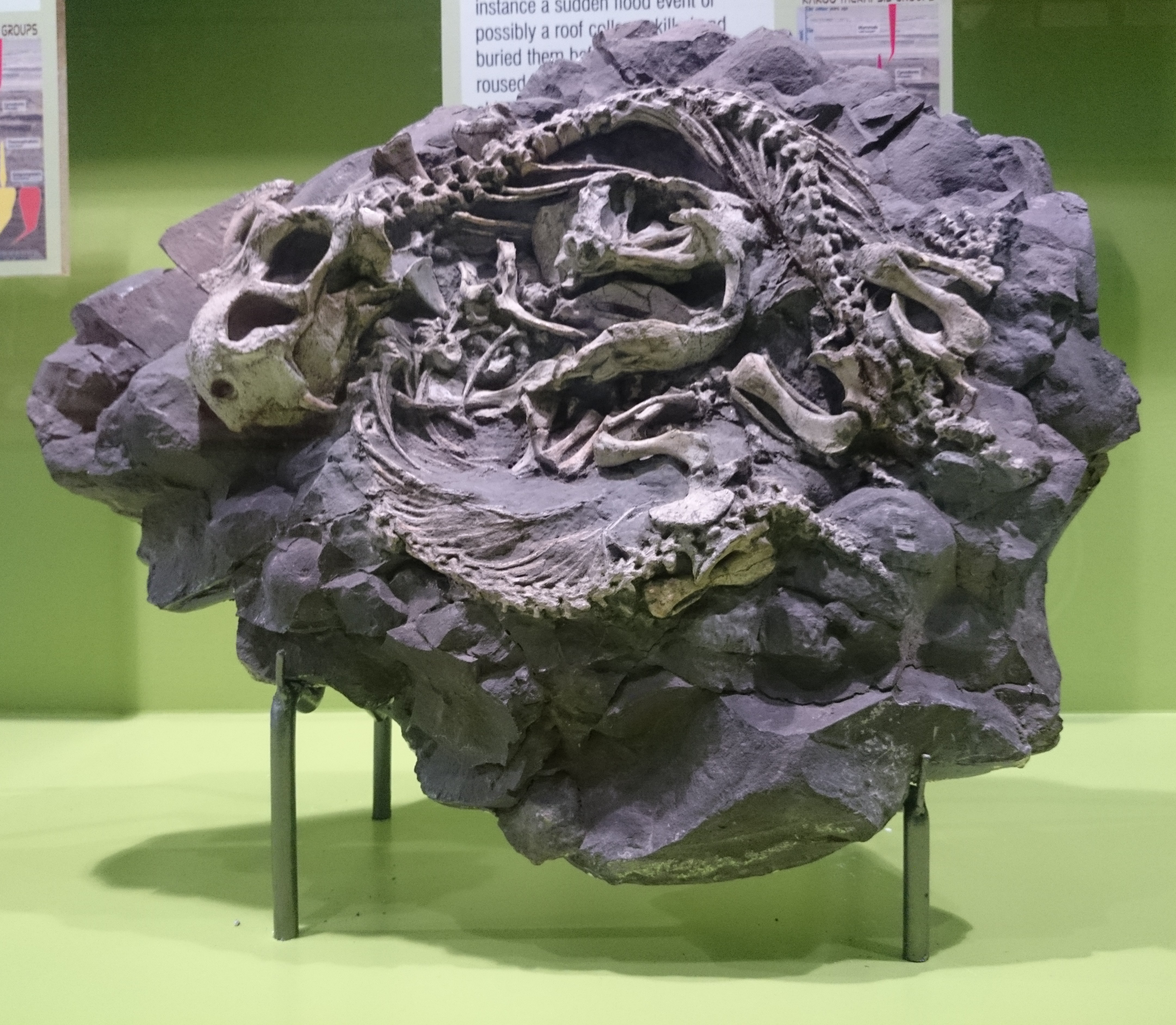
Fossiel van Diictodon in het Iziko South African Museum.

De Endothiodon-faunazone is een onderdeel van de Beaufortgroep met fossielen uit het Laat-Perm. 

## Ouderdom
De Endothiodon-faunazone dateert uit het Wuchiapingien en toont het paleoecosysteem van de Karoo na de Capitaniaanse extinctie. 
In het Laat-Perm werd het mondiale klimaat droger en vormde het supercontinent Pangea zich verder. De Karoo had een gematigd halfdroog klimaat met sterk seizoensgebonden regenval, hete droge zomers en bitterkoude winters, vergelijkbaar met grote delen van Centraal-Azië tegenwoordig. Het bekken werd gedomineerd door steppes met verspreid nattere gebieden, zoals grote rivieren en vloedvlaktes. De grote zaadvaren Glossopteris was de dominante plant met verder andere soorten varens, paardenstaarten en coniferen. 

## Indeling
De Endothiodon-faunazone uit het Wuchiapingien is sinds 2020 de samenvoeging van het bovenste tweederde deel van de Pristerognathus- en Tropidostoma-faunazones uit de voorgaande indeling van de Beaufortgroep van Rubidge uit 1996. 
Naamgever van de faunazone is Endothiodon, met een lengte van ongeveer twee meter een van de grootste dicynodonten van het Perm. Twee subzones worden onderscheiden, de Lycosuchus-Eunotosaurus Subzone (259,5-258 miljoen jaar geleden) en de Tropidostoma-Gorgonops Subzone (258-256,8 miljoen jaar geleden).

## Fauna
De fauna van de Karoo herstelde zich tijdens de Lycosuchus-Eunotosaurus Subzone van de Capitaniaanse extinctie en groepen die voorheen in de schaduw van de dinocephaliërs leefden, kwamen verder tot ontwikkeling. Nieuwe groepen dicynodonten verschenen, evenals grotere gorgonopsiërs zoals Gorgonops en meerdere kleine carnivore therocephaliërs zoals Ictidosuchoides. De diversiteit bleef echter nog laag. 
De grens tussen de twee subzones wordt gemarkeerd door een secundaire uitstervingsgolf, waarbij enkele overlevende taxa van de Capitaniaanse extinctie alsnog uitstierven. Hierna volgde een tweede fase in het herstel van de uitstervingsgolf met een toenemende diversiteit aan therapsiden en pareiasauriërs zoals Pareiasaurus, waaronder de eerste cynodonten zoals Charassognathus. De dicynodonten waren de dominante groep en met bijna zeventig procent van de fossielen was Diictodon het algemeenste geslacht uit de Tropidostoma-Gorgonops Subzone. Daarnaast verschenen middelgrote vormen zoals Tropidostoma. Andere therapsiden waren onder meer de gorgonopsiërs Cyonosaurus en Lycaenops en de biarmosuchiërs Lobalopex en Lophorhinus. 
Naast de therapsiden en pareiasauriërs ontwikkelden zich in het Wuchiapingien ook verschillende andere groepen, zoals diverse groepen kleine reptielen zoals basale neodiapsiden.